# Ґалаґани (місцевість)
Ґалаґани́ — історична місцевість у Святошинському районі міста Києва. Розташована між Берестейським проспектом, вулицями Дружківською, Авіаконструктора Петра Балабуєва та залізницею.

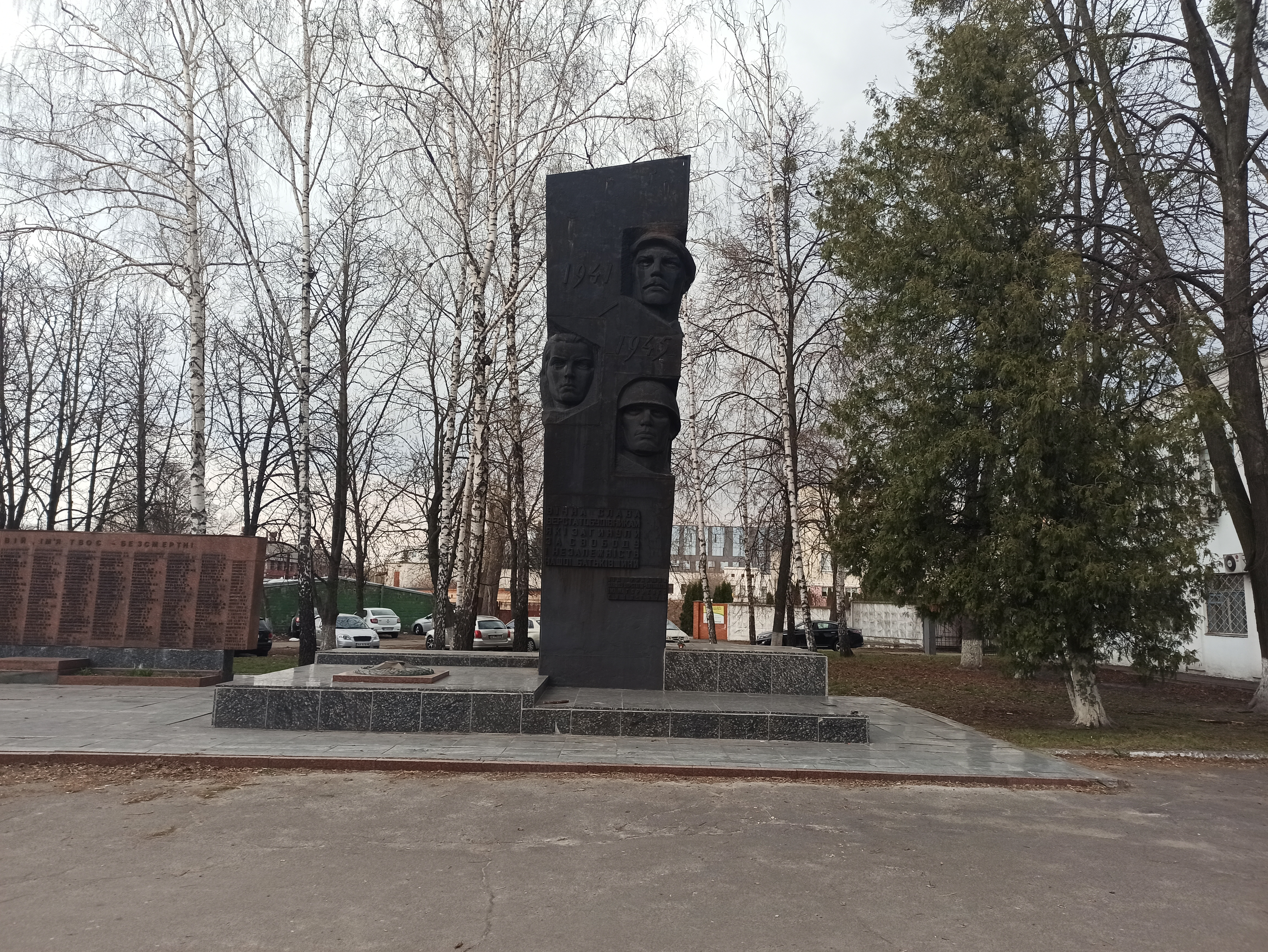
Пам'ятник верстатобудівникам, що загинули на фронтах німецько-радянської війни 1941-1945 років. Встановлений біля головної прохідної Київського верстатобудівного виробничого об'єднання

Виникла як хутір у XIX столітті. Згідно з поширеною думкою, назва поселення виникла за прізвищем його власників, поміщиків Ґалаґанів. Один з них, відомий громадський діяч Григорій Ґалаґан, 1871 року заснував на свої кошти навчальний заклад — Колегію Павла Ґалаґана (містилася в приміщенні теперішнього Музею літератури України, нині — вулиця Богдана Хмельницького, 11).
За іншою версією, поселення виникло 1836 року як хутір, заснований вихідцями з села Біличі (де й донині існує куток під назвою Ґалаґани) братами Ґалаґанами — солдатами лісової охорони Київського лісництва. Лісова охорона існувала до 1871 року, надалі на частині місцевості розташовано Рубежівську колонію для неповнолітніх правопорушників. 1893 року у цій місцині було споруджено церкву Святого Олександра Невського (існувала до середини 1930-х років), в 1910-х роках виникли промислові підприємства, одне з яких у майбутньому отримало назву АТ «АТЕК» (колишній завод «Червоний екскаватор»). У 1930-ті роки було збудовано Верстатозавод і сформовано робітниче селище.
З 1923 року — у межах Києва. Сучасна забудова — з 1940-х років.

## Див. також

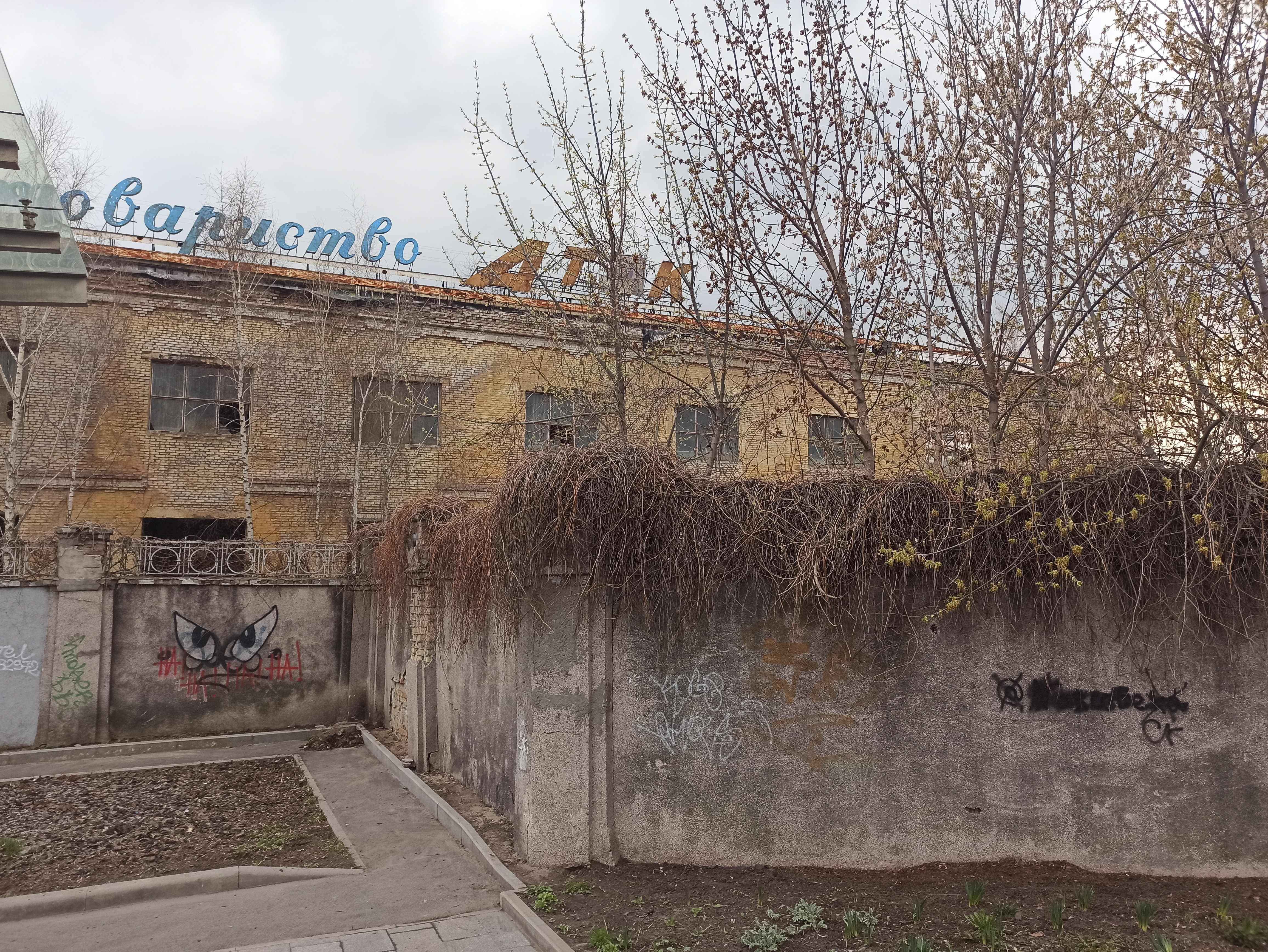
Руїни підприємства ПрАТ «АТЕК» у 2021
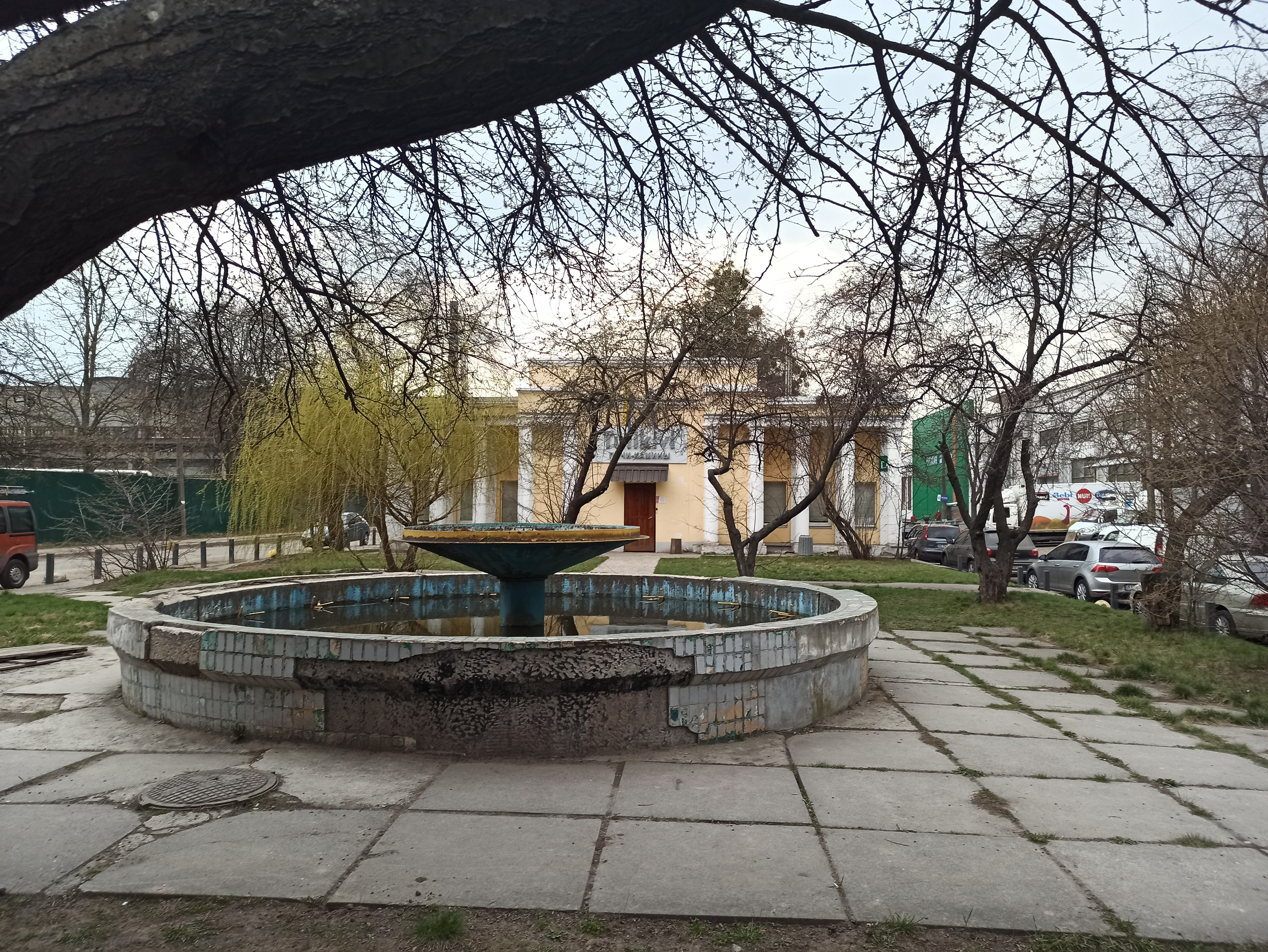
Фонтан на Ґалаґанах